# Полет 11 на „Американ Еърлайнс“
Полет 11 на „Американ Еърлайнс“ е вътрешен пътнически полет, отвлечен от петима терористи от „Ал-Кайда“ сутринта на 11 септември 2001 г. като част от атаките от 11 септември. Самолетът умишлено е блъснат в Северната кула на Световния търговски център в Ню Йорк и убива всички на борда и довежда до смъртта на повече от 1000 души в горните 18 етажа на небостъргача, в допълнение към причиняването на гибелта на много други под срутените етажи. Това го прави не само най-смъртоносният от четирите самоубийствени атаки по отношение на смъртни случаи както в самолет, така и на земята, но също така и най-смъртоносния терористичен акт и най-смъртоносната самолетна катастрофа. Самолет, „Боинг 767-223ER“ с 92 пътници и екипаж, лети по ежедневна сутрешна линия на „Американ Еърлайнс“ от Бостън до Лос Анджелис.
Самолетът напуска пистата в 07:59 ч. Не повече от 15 минути след излитането похитителите раняват двама души, убиват един и нахлуват в пилотската кабина, докато принуждават пътниците и екипажа да отидат в задната част на самолета. Нападателите бързо неутрализират капитана и първия офицер, като по този начин главният похитител Мохамед Ата поема контрола, след като предварително интензивно тренира като пилот. Ръководителите на въздушното движение подозират, че самолетът е в опасност, тъй като екипажът вече не реагира. За отвличането разбират, когато Мохамед Ата се опитва да „утеши“ заложниците, но съобщението му по погрешка е предадено на контрола на въздушното движение вместо на озвучителната система в кабината. Две стюардеси успяват да се свържат с „Американ Еърлайнс“ и предават информация, свързана със ситуацията, по-специално жертвите, понесени от пътниците и екипажа.
Мохамед Ата удря самолета в северната стена на кулата от етажи 93 до 99 в 08:46 ч. местно време. Ударът е наблюдаван от безброй хора по улиците на Ню Йорк, както и в близкия щат Ню Джърси, но малко видеозаписи улавят момента. Жул Ноде заснема единствения известен кадър, ясно изобразяващ удара. Медиите бързо започват да съобщават новината и спекулират, че катастрофата е инцидент. 16 минути по-късно самолетът при полет 175 на „Юнайтед Еърлайнс“ се разбива в южната кула на Световния търговски център в 09:03 ч. и разсейва всяка идея, че това е инцидент.
Щетите, причинени от самолета, и пожарите възпламенени от неговата катастрофа, довеждат до срутването на Северната кула в 10:28 ч., което причинява стотици допълнителни жертви. Въпреки че усилията за възстановяване на площадката на Световния търговски център спомагат за идентифицирането на фрагменти от тела на определени лица, които са на борда на полет 11, много от тях не са идентифицирани.